# Jetåldern
Jetåldern (the Jet Age), populärt uttryck för åren då de första jetflygplanen för militärt och civilt bruk togs i tjänst. De militära kom redan under andra världskrigets sista skede i såväl Tyskland som England. Trafikflygplanen började tas i bruk i någon omfattning i form av Boeing 707 (1958), Douglas DC-8 (1959) och Sud Aviation Caravelle (1959) fast de hade föregåtts av de Havilland Comet redan 1952. På grund av ett par haverier kom dock Comet att försenas och Comet 4 togs i trafik 1958. 